# Alfabet paleohebrajski

Diagram ukazujący pochodzenie i pokrewieństwa paleohebrajskiego

Alfabet paleohebrajski określany też jako starohebrajski (hebr. ‏הַכְּתָב הָעִבְרִי הַקָּדוּם‎ ha-ktaw ha-iwri ha-kadom) – odmiana alfabetu fenickiego. Podobnie jak abdżad fenicki, z którym jest niemal identyczny, paleohebrajski zawierał 22 litery, z których wszystkie są spółgłoskami (abdżad). Był pisany od prawej do lewej. Miał wpływ na kilka sąsiednich królestw (Moab, Filistea, Aram). Termin został w 1954 r. wprowadzony przez Salomona Birnbauma, który stwierdził: „Stosowanie terminu «fenickie» w odniesieniu do pisma Hebrajczyków nie jest zbyt odpowiednie; dlatego ukułem termin «paleohebrajskie»”.

## Opis
Archeologiczne dowody używania przez Izraelitów alfabetu do zapisywania języka hebrajskiego datowane są na około X wiek p.n.e. (kalendarz z Gezer). Paleohebrajski zaczął wychodzić z użycia po niewoli babilońskiej, gdy powracający z Babilonu wygnańcy judejscy przynieśli kwadratowe pismo aramejskie. Pismo to ostatecznie zastąpiło paleohebrajski i stało się dominującym systemem pisma dla języka hebrajskiego, dając początek obecnemu żydowskiemu pismu kwadratowemu.
Na podstawie porównań pisma z rękopisów i monet wyodrębniono różne fazy rozwoju pisma starohebrajskiego. Jedną z nich jest pismo samarytańskie, za pomocą którego Samarytanie (których współcześnie jest mniej niż tysiąc) zapisali Pięcioksiąg Samarytański. Wśród Żydów pismo to jest obecnie używane w formie szczątkowej, np. w oznaczeniu monet wartości jednego szekla (₪ 1) czy w godle izraelskiego miasta Naharijja.

## Historia

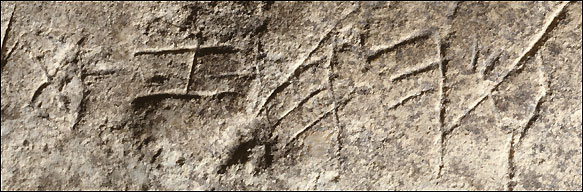
Fragment Kamienia z Tel Zajit – od prawej do lewej litery: waw, he, het, zajin, tet

Według ustaleń współczesnej nauki pismo paleohebrajskie rozwijało się w tym regionie wraz z innymi w ciągu II i I tysiąclecia p.n.e. jako ściśle związane z pismem fenickim. Wywodzi się z alfabetu protosynajskiego (w latach 1915–1917 pojawiły się teorie głoszące, że protosynajski był stadium pośrednim pomiędzy hieroglifami a alfabetem fenickim). Najwcześniejszą znaną inskrypcją paleohebrajską jest Kamień z Tel Zajit odkryty w 2005 w murze w stanowisku Tel-Zajit (w dolinie Bet Guwrin na nizinach starożytnej Judei). 22 litery zostały wyryte po jednej stronie kamienia o masie 17 kg, którego druga strona przypomina kształtem misę. Znalezisko datowane jest na połowę X wieku p.n.e. Do najwcześniejszych typowo hebrajskich inskrypcji zaliczane są także napisy z Tall as-Safi (Gat) w Szefeli i Tel Rechow w dolinie Jordanu.

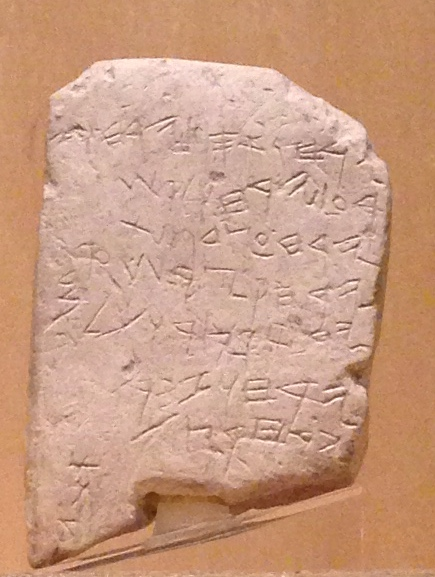
Kalendarz z Gezer

Pismo tzw. kalendarza z Gezer datowane na koniec X wieku p.n.e., wykazuje znaczne podobieństwo do współczesnego pisma fenickiego z inskrypcji z Byblos. Wyraźne cechy hebrajskie są widoczne w moabickiej inskrypcji na Steli Meszy (na której po raz pierwszy w historii pojawia się tetragram), powstałej około 840 roku p.n.e. za panowania króla z Moabu, w drugim fragmencie mówiącym o ojcu Meszy – Kmoszjacie. Podobnie stela z Tel Dan z ok. 810 r. p.n.e. przypomina inskrypcje hebrajskie, chociaż jej zapis jest klasyfikowany jako staroaramejski i pochodzi z okresu, gdy Dan weszło już w zasięg wpływów Damaszku. Zawierają one charakterystycznie wydłużone i skierowane ukośnie w lewą stronę litery mem, kaf, nun, pe, literę waw pisaną w postaci pionowej kreski zakończonej na górze półkolem oraz literę taw w postaci przypominającej X. Wskazuje to na stopniowe oddalanie się formy pisma od geometrycznych inskrypcji wykonywanych rylcem w kamieniu oraz rozwój kursywy zapisywanej atramentem na papirusie i innym materiale. Na podstawie późniejszych znalezisk epigraficznych J. Naveh uważa, że w przeciwieństwie do rodzajów pisma aramejskiego i fenickiego, które posiadały dwie odmienne formy – pisaną kursywę i styl znany z kamiennych inskrypcji, hebrajski nie rozwinął dwóch równoległych form, ale raczej jego ryte inskrypcje naśladowały dominującą, zapisywaną atramentem kursywę. Zjawisko to może nie być przypadkowe, gdy się uwzględni, że ryta postać pisma wymagała wznoszenia steli, a praktyka ta mogła być sprzeczna z zasadami religii zabraniającej czczenia wizerunków kamiennych.
W VIII–VI w. p.n.e. znacząco wzrasta liczba paleograficznych świadectw, głównie w postaci ostrakonów. Przykładem tego są Listy z Lakisz czy datowane na VI w. p.n.e. napisy na pieczęciach dzbanów z Gibeonu z imionami winiarzy. W Jerozolimie odkryto dziesiątki pieczęci z okresu Pierwszej Świątyni, na których w tym alfabecie zapisano imiona ich właścicieli. Ze względu na gorący i wilgotny klimat oraz zwyczaj grzebania Pism Świętych zachowały się do naszych czasów jedynie bardzo nieliczne fragmenty tekstów spisywanych na papirusie, można jednak przypuszczać, że stosowanie tego materiału było powszechne. Bardziej swobodna i niedbała kursywa powstająca poza obrębem pałacu i kręgiem elit, znana z codziennych notatek, spisów, pieczęci i podpisów właścicieli umieszczanych na glinianych naczyniach, zdaje się świadczyć o tym, że pisany język hebrajski stawał się w tym czasie coraz bardziej rozpowszechniony oraz że ludzie zamieszkujący ten region stanowili w dużej mierze społeczeństwo piśmienne. VIII-wieczne inskrypcje w języku hebrajskim wykazujące wiele cech specyficznych i wyjątkowych, prowadzą współczesnych badaczy do wniosku, że już w X wieku p.n.e. pismo paleohebrajskie było używane przez szerokie kręgi pisarskie. Roland de Vaux sugeruje, że stosunkowo powszechna umiejętność pisania i czytania znajduje odzwierciedlenie w nakazie zawartym w Torze w Księdze Powtórzonego Prawa (6,9 oraz 11,20): I zapiszesz (te słowa) na odrzwiach twojego domu i na twoich bramach. Mimo że znaleziono bardzo niewiele inskrypcji w języku hebrajskim z X wieku, to ilość materiału epigraficznego z VIII wieku p.n.e. wskazuje na stopniowe rozprzestrzenianie się piśmienności wśród ludu Królestwa Izraela i Królestwa Judy.

## Inne zabytki piśmiennictwa starohebrajskiego
W 1855 r. w ruinach Sydonu odnaleziono fenicki napis w 22 wersach, z których każdy zawierał ok. 40–50 znaków. W „United States Magazine” z lipca 1855 r. opublikowano faksymilową kopię pisma tej inskrypcji pochodzącej z pokrywy dużego kamiennego sarkofagu w stylu egipskim; jej treść dotyczy głównie genealogii pochowanego w sarkofagu króla Sydonu.
Prawdopodobnie najstarszym znanym pozabiblijnym potwierdzeniem użycia tytułu „Jahwe Zastępów” jest wapienna tabliczka BLMJ 4663 zapisana pismem paleohebrajskim.

## Litery

Konstruktywistyczna idealizacja paleohebrajskiego alfabetu (abdżadu)

Alfabet fenicki w postaci zbliżonej do użytej na Steli Meszy (kamieniu moabickim)

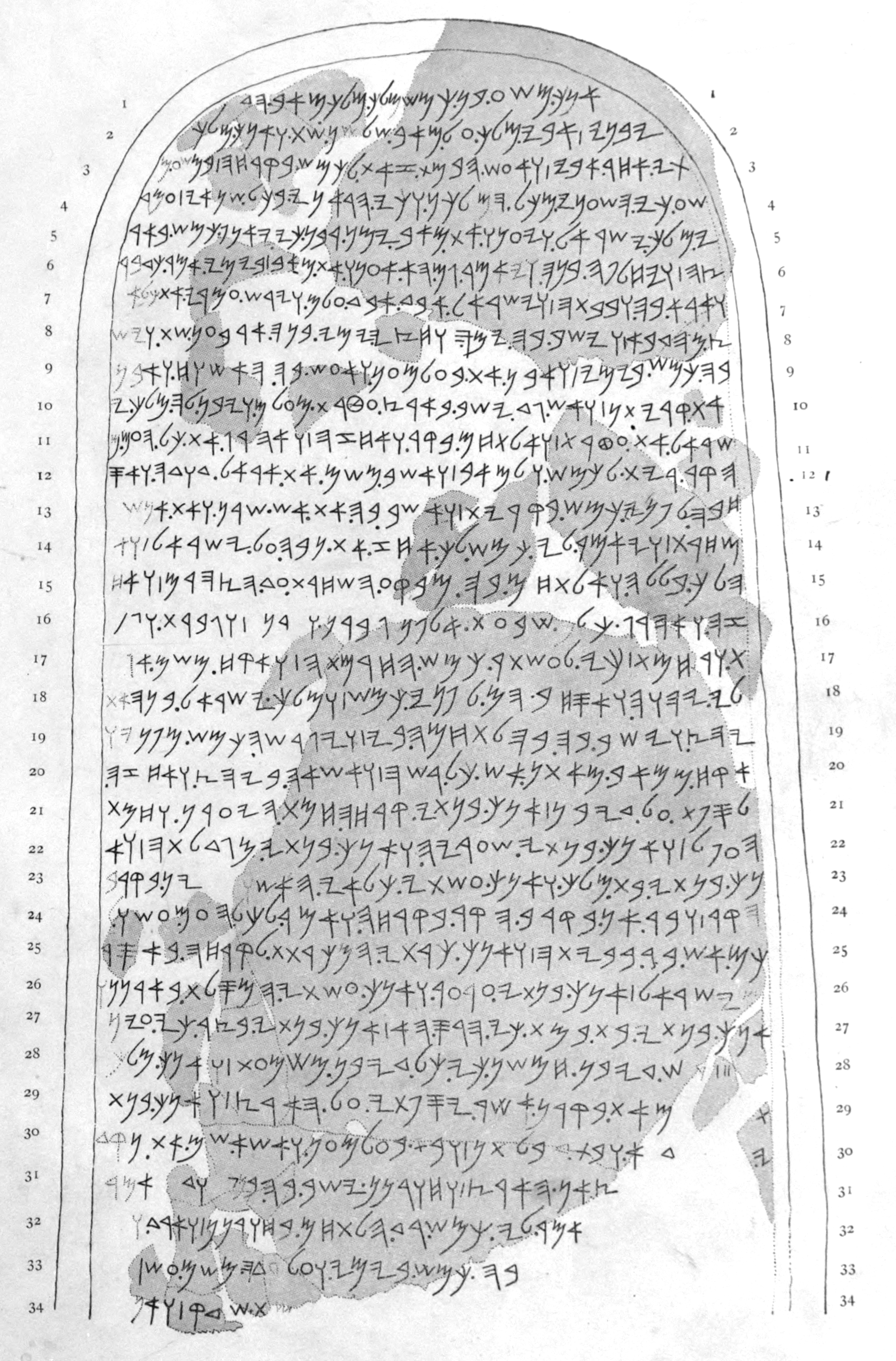
Rysunek Steli Meszy autorstwa Marka Lidzbarskiego będący rekonstrukcją artefaktu przed jego zniszczeniem opublikowany w 1898 roku

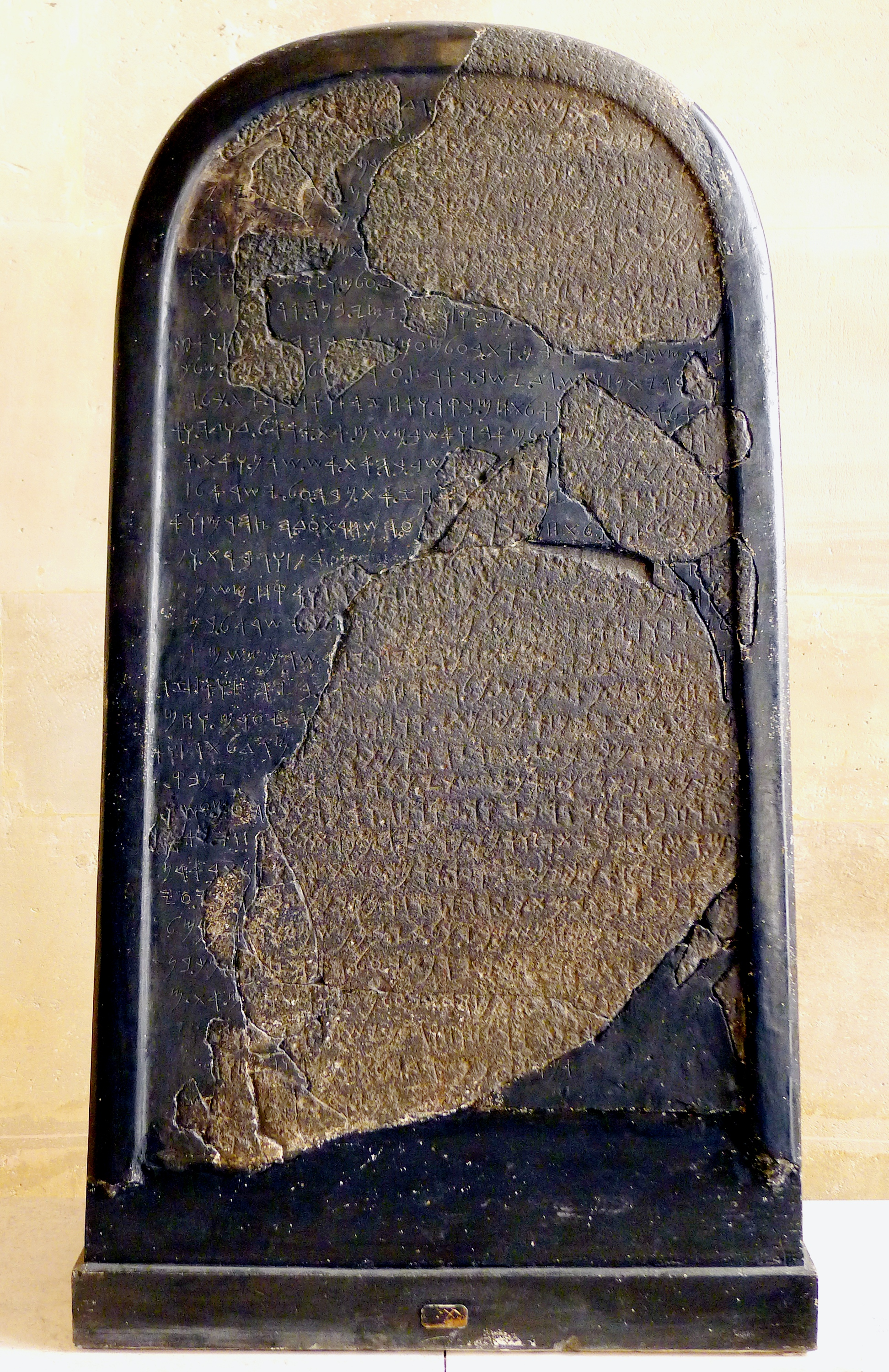
Stela Meszy w muzeum w Luwrze

Poniższa tabela zawiera porównanie liter alfabetu fenickiego, paleohebrajskiego i współczesnego hebrajskiego.
| Fenickie | Paleo-Hebrajskie | Kwadratowe hebrajskie | Nazwa polska |
| -------- | ---------------- | --------------------- | ------------ |
| Aleph    | Aleph            | א                     | Alef         |
| Beth     | Bet              | ב                     | Bet          |
| Gimel    | Gimel            | ג                     | Gimel        |
| Daleth   | Daled            | ד                     | Dalet        |
| He       | Heh              | ה                     | He           |
| Waw      | Vav              | ו                     | Waw          |
| Zayin    | Zayin            | ז                     | Zajin        |
| Heth     | chet             | ח                     | Chet         |
| Teth     | Tet              | ט                     | Tet          |
| Yodh     | Yud              | י                     | Jod          |
| Kaph     | Khof             | כ/ך                   | Kaf          |
| Lamedh   | Lamed            | ל                     | Lamed        |
| Mem      | Mem              | מ/ם                   | Mem          |
| Nun      | Nun              | נ/ן                   | Nun          |
| Samekh   | Samekh           | ס                     | Samek        |
| Ayin     | Ayin             | ע                     | Ajin         |
| Pe       | Pey              | פ/ף                   | Pe           |
| Sadek    | Tzadi            | צ/ץ                   | Cade         |
| Qoph     | Quf              | ק                     | Kof, Kuf     |
| Res      | Resh             | ר                     | Resz         |
| Sin      | Shin             | ש                     | Szin         |
| Taw      | Tof              | ת                     | Taw          |

## Koniec stosowania

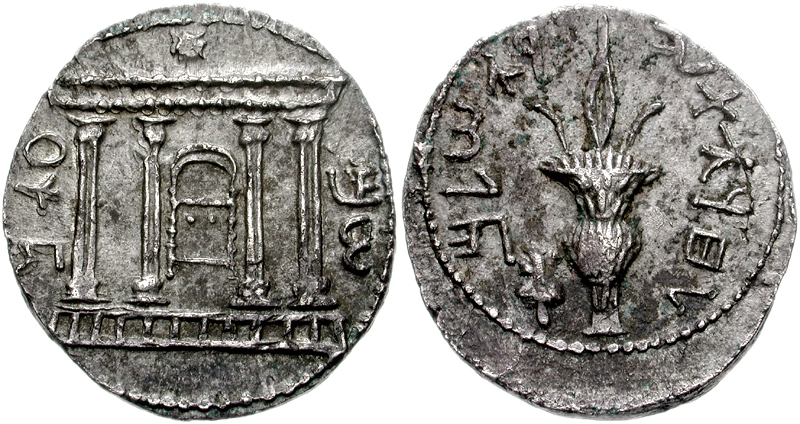
Moneta z okresu powstania Bar-Kochby z literami paleohebrajskimi

Po zdobyciu Judei przez Nabuchodonozora, kiedy większość mieszkańców uprowadzono do niewoli babilońskiej, alfabet paleohebrajski nadal był używany przez Hebrajczyków. Począwszy od V wieku p.n.e. w okresie Drugiej Świątyni urzędowym środkiem komunikowania się stał się język i pismo aramejskie (Lingua franca Asyrii i Babilonii). Starohebrajski był nadal używany m.in. przez uczonych w Piśmie do spraw religijnych i urzędowych. W pewnych kręgach musiał przetrwać dłużej aby ożyć później w okresie odrodzenia, w okresie Machabeuszy (II w. p.n.e.). Świadczą o tym Zwoje znad Morza Martwego, wśród których odnaleziono niektóre paleohebrajskie fragmenty Tory z okresu Drugiej Świątyni: manuskrypty Księgi Rodzaju: 4Q12 i 6Q1, Księgi Wyjścia: 4Q22 i Księgi Kapłańskiej: 1Q3, 2Q5, 4Q11, 4Q45, 4Q46, 6Q2. W niektórych dokumentach z Kumran imię Boże JHWH zostało zapisane alfabetem paleohebrajskim (np. 1QpHab), podczas gdy resztę tekstu zapisano aramejskim pismem kwadratowym. Taką praktykę poświadczał również św. Hieronim. Ogromna większość monet hasmonejskich, a także bitych przez władze świątynne i rebeliantów monet z okresu pierwszej wojny Żydów z Rzymianami (66–70 r. n.e.) oraz monet z czasu powstania Bar Kochby (132–135 r. n.e.), noszą oznaczenia paleohebrajskie. Monety bite podczas powstania Bar Kochby są ostatnimi znanymi zabytkami tego pisma. Można stwierdzić, że alfabet paleohebrajski wyszedł z użycia całkowicie właśnie po roku 135 n.e., kiedy to zgodnie z tradycją rabiniczną, żydowskie władze religijne zdecydowały, że stary alfabet nie nadaje się do tekstów religijnych i że należy używać jedynie pisma kwadratowego. 

## Według Talmudu babilońskiego
Mędrcy z Talmudu różnili się w swoich opiniach na temat paleohebrajskiego. Niektórzy twierdzili, że było ono oryginalnym pismem używanym przez Izraelitów w czasach Exodusu, podczas gdy inni wierzyli, że paleohebrajski był tylko doraźnym sposobem zapisu w czasie gdy oryginalne pismo asyryjskie zostało utracone. Na podstawie tej ostatniej opinii Ezdrasz miał „przywrócić” (ok. 500 r. p.n.e.) alfabet asyryjski jako pierwotny alfabet hebrajski. Argumenty obydwu stron wywodzą się z tradycji żydowskiej i / lub tradycji ustnej.
Trzecia opinia talmudyczna stwierdza, że pismo nie uległo żadnym zmianom. Wygląda na to, że Mędrzec głoszący tę opinię, pomimo mocnych dowodów, nie wierzył, że alfabet paleohebrajski kiedykolwiek istniał. Mędrzec ten argumentował, że biorąc pod uwagę kopiowanie zwojów Tory bezpośrednio od jeden od drugiego, alfabet nie mógł nigdy ulec zmianie. Ta trzecia opinia została przyjęta przez ówczesnych uczonych żydowskich. 

## Współczesne używanie Świętego Imienia w Bibliach

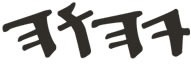
Tetragram zapisany alfabetem paleohebrajskim

Pismo paleohebrajskie zostało niedawno przywrócone do zapisywania Świętego Imienia w niektórych Pismach. Są to Zikarown Say'fer, Besorah i Halleluyah Scriptures. Tłumaczenia te w tekście angielskojęzycznym stosują paleohebrajską formę zapisu Tetragramu oraz innych boskich imion zawierających to miano.